# В осаде 2: Тёмная территория
«В осаде 2: Тёмная территория» (также известен как «Захват 2») (англ. Under Siege 2: Dark Territory) — кинофильм, продолжение фильма «В осаде».

## Сюжет
Секретный отдел ЦРУ США запускает на орбиту космический секретный военный спутник «Грейзер», имеющий на борту оружие огромной разрушительной мощности. Главный разработчик этого оружия, гениальный психопат Тревис Дейн, считается погибшим.
Два сотрудника секретного отдела отправляются в отпуск на поезде, идущем из Денвера в Лос-Анджелес через Скалистые горы. Значительная часть пути проходит по так называемой «тёмной территории» (в зоне магнитной аномалии, в которой крайне неустойчиво работают системы радио- и мобильной связи). В этом же поезде едет Кейси Райбек — бывший спецназовец, специалист по контртеррористическим операциям, ныне шеф-повар ресторана в Денвере; его сопровождает племянница Сара; они направляются в Лос-Анджелес, чтобы посетить могилу Джеймса Райбека, отца девушки и брата Кейси, погибшего в авиакатастрофе незадолго до событий фильма.
Поезд останавливают и захватывают хорошо подготовленные террористы под командованием Маркуса Пенна. Террористы сгоняют всех пассажиров, в том числе Сару, в хвостовые вагоны. В одном из освободившихся вагонов террористы разворачивают оборудование для спутниковой связи. Они захватывают сотрудников секретного отдела, Триллинга и Гилдер и заставляют выдать коды доступа к системе, управляющей спутником, после чего сбрасывают обоих с поезда. Теперь Дейн управляет спутником и может уничтожить любой объект на Земле. Он хочет продать свои услуги международным террористам за миллиард долларов, а в качестве демонстрации своих возможностей взрывает химический завод в Китае и гражданский самолёт, в котором летела бывшая жена богатого бизнесмена и чиновника, за плату в 100 млн долларов.
Руководство ЦРУ понимает, что управление спутником перехвачено и что за этим стоит Дейн, но не знает, где тот находится и как вернуть себе контроль над спутником. В штаб вызывается председатель ОКНШ адмирал Бейтс. Принимается решение сбить «Грейзер», но вместо него уничтожают другой спутник. Дейн выходит на связь с комитетом и хвалится, что он по-прежнему умнее их всех, он объявляет о своих планах уничтожить Вашингтон, уничтожив с помощью спутника секретный ядерный реактор под Пентагоном (которого официально не существует) и о создании многочисленных «спутников-призраков» — ложных целей.
Кейси, перед самым захватом поезда напросившийся в гости к поварам вагона-ресторана и спрятавшийся в холодильнике, избегает плена и становится свидетелем многих из этих событий. Объединившись с чернокожим носильщиком Бобби Заксом, неожиданно даже для самого себя оказавшимся очень решительным парнем, Кейси вступает в бой с террористами. Ему, при помощи КПК Apple Newton и телефона-автомата в вагоне, удаётся собрать устройство для связи и отправить в свой ресторан факс с сообщением для адмирала Бейтса. Террористы начинают обыскивать вагоны, боец Фатима пускает пулю из винтовки в Кейси, тот, упав между вагонами, чудом остаётся в живых. Дейн, взломав найденный КПК Кейси, устанавливает, что им противостоял сам Кейси Райбек (да, Маркус Пенн знает это имя) и что он взял билет на два лица. Террористы находят Сару и берут её в заложники. Тем временем Кейси и Закс устраивают диверсию и похищают диск с кодами наведения для спутника, но Пенн находит диск, выпавший из кармана Закса, когда он, убегая от террористов, пролезал под вагоном и возвращает его Дейну. Кейси, увлекая погоню за собой, едва успевает догнать поезд на машине.
Комитет, получив сообщение от Райбека, решает уничтожить поезд вместе с заложниками, чтобы спасти Вашингтон. В воздух поднимаются два «стелс»-самолёта , но на подлёте к поезду Дейн сбивает их, используя спутник (невидимые для спутника в оптическом и других диапазонах (своеобразная телереклама самолётов «Стелс»), самолёты были обнаружены по создаваемой ими  турбулентности). В штабе ЦРУ вычисляют спутники, с орбиты которых невозможно ударить по Вашингтону в указанный срок, но времени на анализ слишком мало. Из оставшихся 8 спутников один наугад уничтожается, но выбор оказывается неудачным, а ни времени на второй удар, ни ресурсов для него нет.
Террористы направляют поезд по другому маршруту, рассчитывая улететь на вертолёте после уничтожения Вашингтона. По их плану, поезд должен столкнуться со встречным грузовым составом, везущим цистерны с ГСМ, тем самым все следы будут уничтожены. Кейси и Бобби уничтожают охрану заложников и отцепляют хвостовые вагоны с пассажирами. Кейси отправляется выручать Сару, а Бобби захватывает прилетевший за террористами вертолёт. В решающей схватке один на один, завершившейся на кухне, Кейси побеждает Пенна, после чего освобождает племянницу и простреливает ноутбук Дейна, с которого управлялся «Грейзер». В результате контроль над спутником возвращается к ЦРУ, и из штаба, наконец, дают команду на самоликвидацию. Вашингтон спасён.
Происходит столкновение поездов, разлившиеся нефтепродукты вспыхивают. Саре, Кейси, а затем и Дейну удаётся в последний момент запрыгнуть на трап вертолёта. Кейси, поднявшись первым, задвигает дверь, обрубая Дейну пальцы, тот падает в огненное пекло. Кейси сообщает об освобождении и спасении заложников.
Сара и Кейси посещают могилу Джеймса Райбека, где Сара возлагает на могилу отца цветы.

## В ролях
| Актёр            | Роль                            |
| ---------------- | ------------------------------- |
| Стивен Сигал     | бывший спецназовец Кейси Райбек |
| Кэтрин Хайгл     | Сара Райбек племянница Кейси    |
| Моррис Честнат   | носильщик Бобби Закс            |
| Энди Романо      | адмирал Бейтс                   |
| Эрик Богосян     | Тревис Дейн                     |
| Эверетт Макгилл  | Маркус Пенн                     |
| Ник Манкузо      | Том Брейкер                     |
| Бренда Бакки     | капитан Линда Гилдер            |
| Рэн Браун        | капитан Уильямс                 |
| Сандра Тейлор    | барменша Келли                  |
| Питер Грин       | террорист                       |
| Патрик Килпатрик | террорист                       |
| Афифи            | террористка                     |
| Скотт Сауэрс     | террорист                       |
| Дейл Дай         | капитан Ник Гарза               |
| Ройс Д. Эпплгейт | повар Райбека                   |
| Кертвуд Смит     | генерал-майор Стэнли Купер      |
| Джонатан Бэнкс   | террорист Скотти                |

## Сборы
Первая часть фильма принесла $156 563 139 при бюджете в 35 миллионов долларов. «В осаде 2» при бюджете в 60 млн собрал $104 324 083 по всему миру.